# كأس إسكتلندا 1964–65
كأس إسكتلندا 1964–65 (بالإنجليزية: 1964–65 Scottish Cup)‏ هو موسم من كأس اسكتلندا. فاز فيه نادي سلتيك.